# Nicolás Jarry
Nicolás Jarry Fillol (født 11. oktober 1995 i Santiago, Chile) er en professionel tennisspiller fra Chile.